# Jason Derek Brown
Jason Derek Brown (Los Angeles, 1º luglio 1969) è un criminale statunitense ricercato per omicidio e rapina a mano armata compiuti a Phoenix, in Arizona.
Il 29 novembre 2004, Brown avrebbe sparato e ucciso Robert Keith Palomares, una guardia di auto blindata di 24 anni fuori da un cinema ed è poi fuggito con i soldi. L'8 dicembre 2007, è stato inserito dall'FBI nella lista dei dieci fuggitivi più ricercati, il 489º da quando la lista fu creata. È considerato armato ed estremamente pericoloso. Il 7 settembre 2022 è stato rimosso dall'elenco senza essere stato catturato, in quanto non ci sono stati avvistamenti confermati, ma è ancora ricercato. È stato sostituito nell'elenco da Michael James Pratt. Nel 2022, un lungometraggio sulla vita di Brown, American Murderer, con Tom Pelphrey, Ryan Phillippe, Idina Menzel e Jacki Weaver è uscito nelle sale e su alcune piattaforme streaming.

## Biografia
Brown è nato a Los Angeles, in California, il 1 luglio 1969 da David John Brown Sr., il quale era un giocatore d'azzardo e truffatore e scomparve misteriosamente 10 anni prima di suo figlio Jason.
 Ha frequentato la Laguna Beach High School. Brown parla correntemente il francese e ha conseguito un master in economia internazionale. Ha svolto una missione per la Chiesa di Gesù Cristo dei Santi degli Ultimi Giorni a Parigi dal 1988 al 1990.
Tra il 1990 e il 2004, Brown ha vissuto in diversi luoghi nella Contea di Orange, in California, tra cui Dana Point e il quartiere Corona del Mar di Newport Beach.

### Movente
Brown possedeva due attività, la Toys Unlimited e la On The Doorstep Advertising, entrambe gestite dalla sua casa a Salt Lake City, nello Utah. Aveva lavorato in precedenza come venditore di giocattoli e importatore di attrezzature da golf per sostenere il suo stile di vita lussuoso e i suoi gusti costosi per le automobili, le motociclette e le barche. Brown voleva apparire come un uomo ricco, nonostante il fatto che nel 2004 fosse inadempiente su almeno un grosso prestito e avesse accumulato decine di migliaia di dollari di debiti. Si ritiene che Brown abbia posto in essere negli anni frodi bancarie e con assegni per continuare a fingersi abbiente agli occhi degli altri. Il detective di Phoenix Paul Brown ha dichiarato che Brown potrebbe essere stato l'autore di una serie di piccoli furti irrisolti e irruzioni domestiche. A volte andava nei concessionari di automobili, ben rasato e ben vestito, e acquistava un'auto utilizzando un numero di previdenza sociale e un indirizzo falsi.
Nel novembre 2004, pochi giorni dopo aver acquistato una pistola Glock calibro 45, Brown seguì un corso sulle armi da fuoco presso il Totally Awesome Guns & Range a Salt Lake City. Superò il controllo dei precedenti penali e gli vennero prese le impronte digitali che furono inviate alle autorità statali e federali. L'istruttore di Brown, Clark Aposhian, lo ha descritto come uno "studente odioso" e inesperto con le armi da fuoco. Durante una prova pratica giorni prima dell'omicidio, Brown sparò accidentalmente svariati colpi contro un camion, per il quale in seguito pagò al suo proprietario circa 1.300 dollari (pari a $2,014 nel 2022) in danni. A quel tempo, Brown viveva in un hotel di Ahwatukee, in Arizona, vicino a un cinema AMC. Fu ripreso da un nastro di sorveglianza mentre conversava con un altro uomo nella hall dell'hotel. L'uomo è considerato un possibile complice o testimone; tuttavia, la sua identità rimane sconosciuta.

## Rapina e omicidio
Il 29 novembre 2004, Robert Keith Palomares, una guardia di auto blindate di 24 anni, stava trasportando i depositi del fine settimana fuori dal cinema AMC al 4915 della E. Ray Road a Phoenix. Verso le 10:00, un uomo armato incappucciato tese un'imboscata al blindato sparando a Palomares con una Glock semiautomatica calibro 45. Cinque dei sei proiettili esplosi hanno colpito Palomares alla testa. Sebbene armato, Palomares non ebbe il tempo di difendersi. L'uomo armato prese un sacco con dei soldi contenente 56.000 dollari in contanti, corse in un vicolo vicino e si allontanò fuggendo in bicicletta. Palomares venne trasportato al Good Samaritan Hospital, dove venne dichiarato morto. I testimoni hanno inizialmente descritto l'aggressore come un uomo di età compresa tra i 25 e i 30 anni e ispanico. Tuttavia, le autorità recuperarono la bicicletta trovarono delle impronte che analizzate collegarono Brown all'imboscata. Di conseguenza, venne considerato unico sospettato nel caso, e il 4 dicembre 2004 fu emesso un mandato di arresto dalla Corte Superiore della Contea di Maricopa accusando Brown di omicidio di primo grado e rapina a mano armata. Gli investigatori hanno ritenuto la disperata situazione finanziaria di Brown come possibile movente, in quanto fortemente indebitato. Pertanto non si può escludere l'ipotesi che potrebbe essere stato assassinato dai suoi creditori e inumato in un luogo ignoto.

## La fuga
Subito dopo essere stato identificato, Brown fuggì dall'Arizona per rifugiarsi a Henderson, in Nevada. Ha poi proseguito per Las Vegas dove cambiò la sua BMW M3 con una Cadillac Escalade nera che aveva in un deposito. Si è poi recato a Orange County, in California, dove è rimasto con alcuni parenti alcuni giorni. Il 6 dicembre 2004, l'FBI lo aveva localizzato.  Tuttavia, in quello stesso giorno, il dipartimento di Polizia di Phoenix,  dato l'alto profilo del caso, ritenne che la popolazione andasse informata dei progressi delle indagini: nonostante l'opposizione dei suoi stessi investigatori, che ritenevano che loro e l'FBI fossero a un passo dal chiudere il caso, decise di tenere una conferenza stampa nel quale indicarono pubblicamente Brown come sospettato per l'omicidio. Questo allertò Brown che si mise in fuga: l'FBI arrivò a casa dei suoi parenti mancandolo di neanche un'ora.
A quanto pare Brown utilizzò la sua carta di credito in una stazione di servizio nel sud di Orange County, si è recato a San Diego vicino al confine messicano e poi andò a Portland, in Oregon. Questi sono gli ultimi movimenti accertati: da allora l'FBI ha dichiarato che Brown è diventato "un fantasma".
Il 16 gennaio 2005, le autorità scoprirono la sua Cadillac abbandonata in un parcheggio a lungo termine presso l'aeroporto internazionale di Portland. Mentre si trovava a Portland, Brown spedì un pacco con vestiti e attrezzatura da golf a suo fratello maggiore, David John Brown II di San Diego. Il 20 aprile 2005 David Brown è stato incriminato per ostruzione alla giustizia. È stato accusato di aver manomesso le prove dal momento che fece pulire a fondo a fondo la BMW di suo fratello Jason all'inizio di dicembre, dopo aver guidato il veicolo in California da un deposito di Las Vegas. L'FBI gli aveva chiesto se conosceva depositi che suo fratello poteva avere a Las Vegas; David Brown rispose di no, ma i pubblici ministeri dimostrarono il contrario. David John Brown II si è dichiarato colpevole nel 2007 per aver mentito all'FBI e un giudice federale dell'Arizona lo ha condannato a tre anni di libertà vigilata.

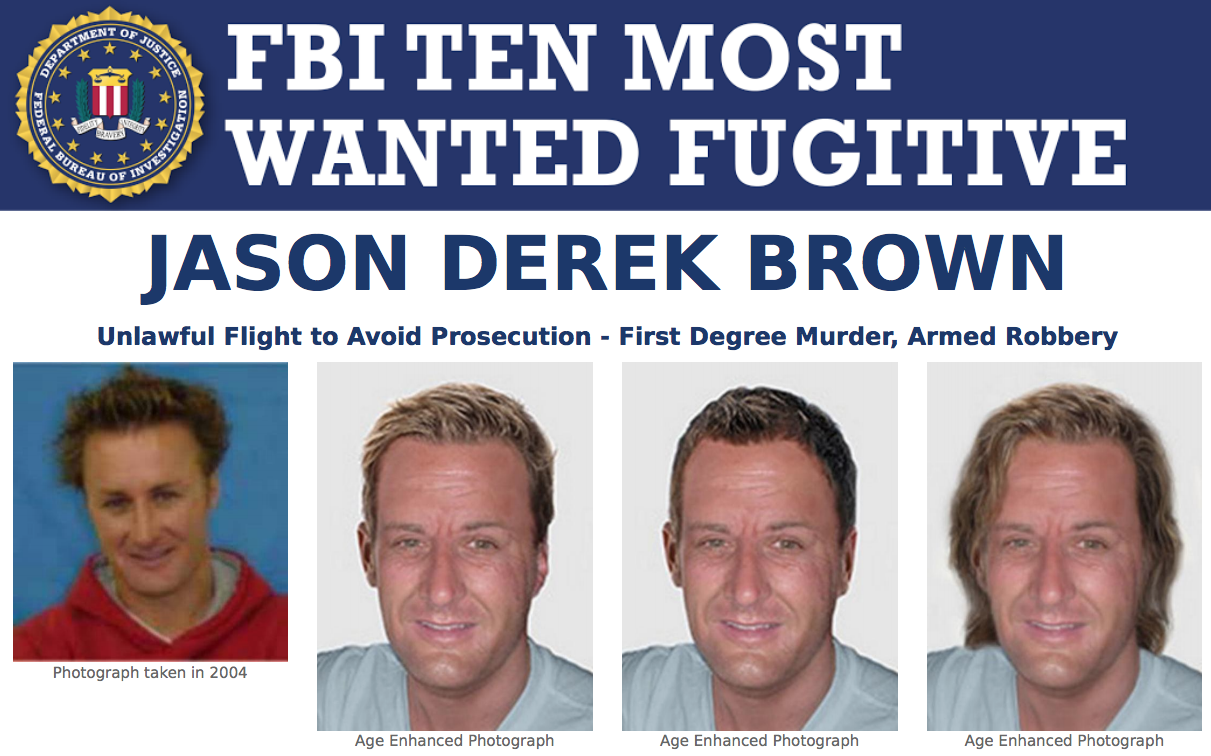
Il poster di Brown dell'FBI

Nel 2005 l'FBI aveva ricevuto notizie di oltre 200 avvistamenti possibili di Brown, la maggior parte dei quali fuori dall'Arizona e dozzine provenienti da fuori degli Stati Uniti, compresi possibili avvistamenti in Canada. A causa del suo aspetto da "surfista californiano " e della sua capacità di mimetizzarsi tra la folla, l'FBI ha avuto più soffiate su Brown di chiunque altro presente nella lista dei dieci fuggitivi più ricercati, la maggior parte si sono rivelate false. I giornalisti avevano notato la sua sorprendente somiglianza con l'attore Sean Penn; una delle controfigure dell'attore venne arrestato una volta dopo che la polizia lo aveva scambiato per Brown.
L'8 dicembre 2007, Brown è stato inserito nella sua lista dei 10 fuggitivi più ricercati, è stato il 489º nome aggiunto alla lista. L'FBI offre una ricompensa massima di 200.000 dollari per informazioni che porteranno alla sua cattura (la ricompensa è stata raddoppiata il 25 marzo 2013). L'avvistamento credibile più recente è avvenuto nell'agosto 2008, vicino allo zoo di Hogle a Salt Lake City. Un conoscente di Brown, che era andato all'addestramento missionario con lui e lo aveva accompagnato nella sua missione in Francia, lo riconobbe quando si fermarono entrambi a un semaforo. Dopo il loro reciproco riconoscimento, Brown ha prontamente accelerato con il semaforo rosso allontanandosi. Il testimone riferì dell'incontro con la polizia. Secondo lui, Brown era più abbronzato e aveva i capelli più lunghi rispetto alla fotografia del 2004 sul poster. Brown aveva precedentemente vissuto a Salt Lake City ed era noto che avesse contatti nella zona. Juan Becerra, un agente speciale dell'FBI a Salt Lake City, ha dichiarato che Brown era probabilmente a Salt Lake City per visitare persone che conosceva. "È molto difficile per le persone cambiare il modo in cui vivono, il modo in cui si comportano", ha detto Becerra. "Questo è un ragazzo che si mantiene in forma, ama il fitness, ama avere un bell'aspetto. Speriamo che venga visto in discoteca o in una palestra." Ha affermato che Brown si sentiva a suo agio all'aperto, il che potrebbe essere stato un altro motivo per voler vivere a Salt Lake City.
Gli investigatori ritengono che Brown possa nascondersi tra la comunità mormone sotto falsa identità, vivendo con un partner che potrebbe non conoscere la sua storia, ma risulta scomunicato dalla comunità mormone, o che sia fuggito dal paese e potrebbe essere in Francia, Quebec o Tailandia, ma non si sa se ci sia traccia di un volo su cui si è imbarcato.